# Cornelis de Vos
Cornelis de Vos, né en 1584 ou en 1585 à Hulst et mort le 9 mai 1651 à Anvers, est un peintre baroque flamand. Il est principalement connu pour ses portraits. Il a également connu le succès dans d'autres genres, notamment la peinture d'histoire, religieuse et de genre. Il était un collaborateur régulier de Rubens.

## Biographie
Cornelis de Vos est né à Hulst, près d'Anvers, aujourd'hui dans la province néerlandaise de Zélande. On sait peu de choses de son enfance. Son père s' installe avec sa famille à Anvers en 1596. À 15 ans, Cornelis est l'élève du peintre David Remeeus (1559–1626), comme ses frères Paul et Jan. En 1608, il est admis à la guilde de Saint-Luc et en 1616, se déclare de surcroit marchand d'art à Anvers. 
En 1617, il épouse Susanna Cock, la demi-sœur du peintre paysagiste Jan Wildens. Le couple a 6 enfants. Sa sœur Margaretha épouse le célèbre peintre animalier Frans Snyders. Ces mariages confirment et solidifient le rôle de de Vos dans la vie artistique d'Anvers. Il collabore avec Rubens, Jordaens, van Dyck et d'autres peintres sur les 15 Mystères du Rosaire pour l'église Saint-Paul à Anvers. Comme c'était l'usage à l'époque, il collabore avec ses collègues et créa des figures au sein des natures mortes de son beau-frère Frans Snyders et de son frère Paul. 
À partir de 1624, il commence à ouvrir les fonds de ses portraits, y incluant des scènes à distance, parfois peintes par Jan Wildens.
En 1628, il est nommé doyen de la guilde de Saint-Luc. En 1634-1635, il collabore avec Jordaens et Rubens aux décorations pour l'entrée triomphale à Anvers de Ferdinand, le nouveau gouverneur des Pays-Bas espagnols. Il a également travaillé comme assistant de Rubens pour les décorations de la Torre de la Parada pour Philippe IV d'Espagne.

## Œuvre
Le style de Cornelis de Vos est proche de celui d'Antoine van Dyck et, dans une moindre mesure, de Pierre Paul Rubens, avec lequel il a souvent collaboré. 
Il a compté Simon de Vos parmi ses élèves, lequel n'entretient aucun rapport de parenté avec lui.

### Principales œuvres
- Le Triomphe d'Henri IV, Musée des beaux-arts de Reims.
- Deux enfants des Malers, Gemäldegalerie, Berlin.
- La Caridad de San Nicolas, Amstelkring Museum, Amsterdam.
- Le sacre de Salomon, Musées royaux des Beaux-Arts de Belgique, Bruxelles.
- Abraham Grapheus, Musée royal des beaux-arts d'Anvers,
- Portrait de dame, 1621 - 1622, huile sur panneau, 123 × 92 cm, Wallace Collection, Londres[2]
- Portrait de Magdalena et Jan Baptist de Vos, vers 1622, huile sur toile, 78 × 92 cm, Gemäldegalerie Alte Meister, Dresde
- Portrait d'Elisabeth (ou Cornelia ?) Vekemans, vers 1624, huile sur panneau, 123 × 93 cm, Musée Mayer van den Bergh, Anvers[3]
- Portrait d'homme, 1624 - 1625, huile sur panneau, 123 × 93 cm, Wallace Collection, Londres[4]
- Portrait de famille, 1630, huile sur toile, 143 × 204 cm, Musée des Beaux-Arts de Gand[5]
- Portrait de Dame à l'éventail, fin des années 1630, huile sur toile, 98 × 72 cm, Galerie Palatine, Palais Pitti, Florence[6]
- Portrait de la Famille Van der Aa, vers 1638, huile sur bois, 172 × 72 cm, Musée des Beaux-Arts de Nantes[7]
- Les Joueurs de trictrac  (vers 1630), Musée Boucher de Perthes, Abbeville.
- Joueurs de dés et courtisanes sous une tente (vers 1630/1635), Musée de Picardie, Amiens.
- La Partie de cartes Nationalmuseum de Stockholm

## Œuvres sélectionnées

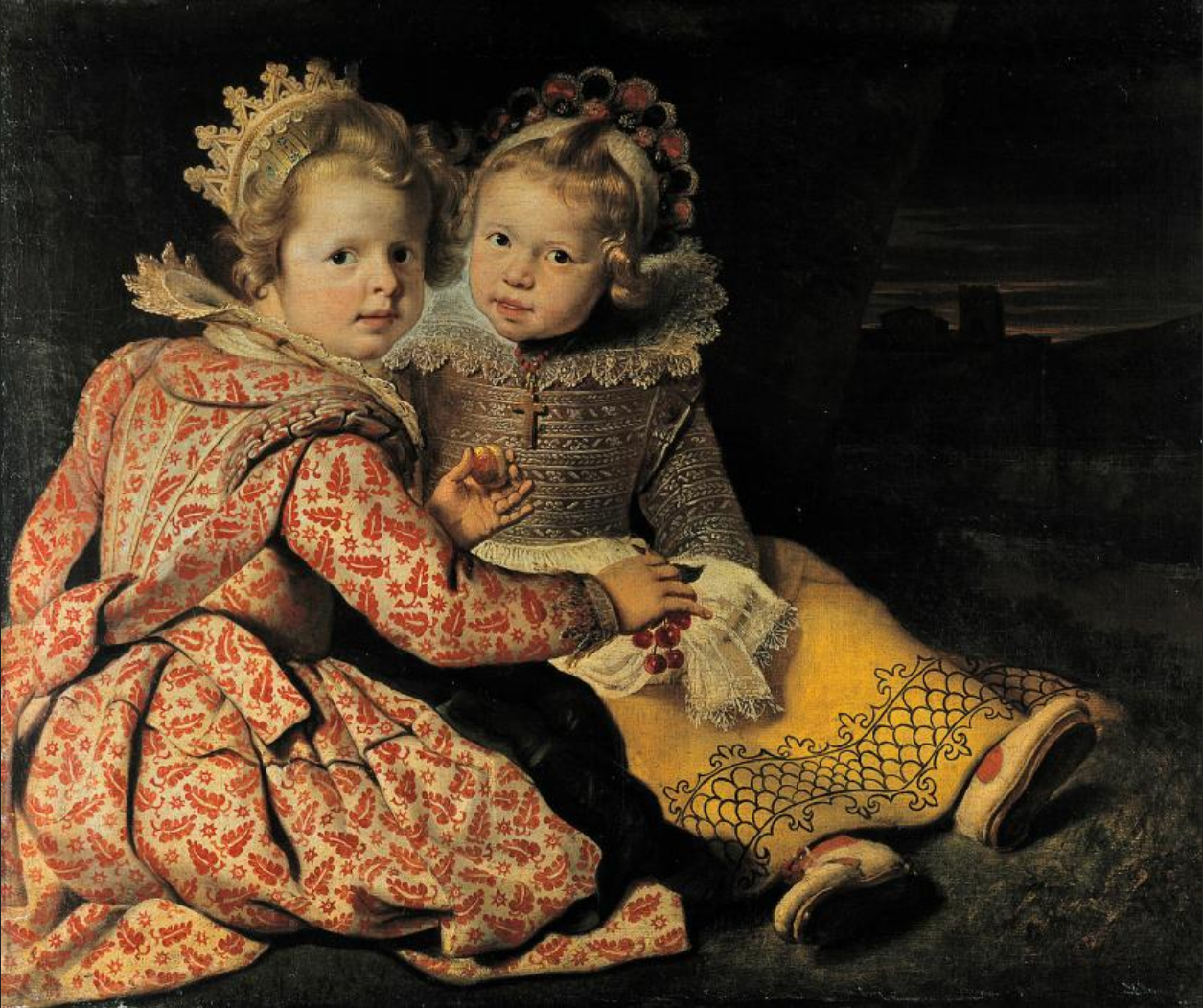
Portrait de Magdalena et Jan Baptist de Vos, 1621-1622 Gemäldegalerie, Dresde
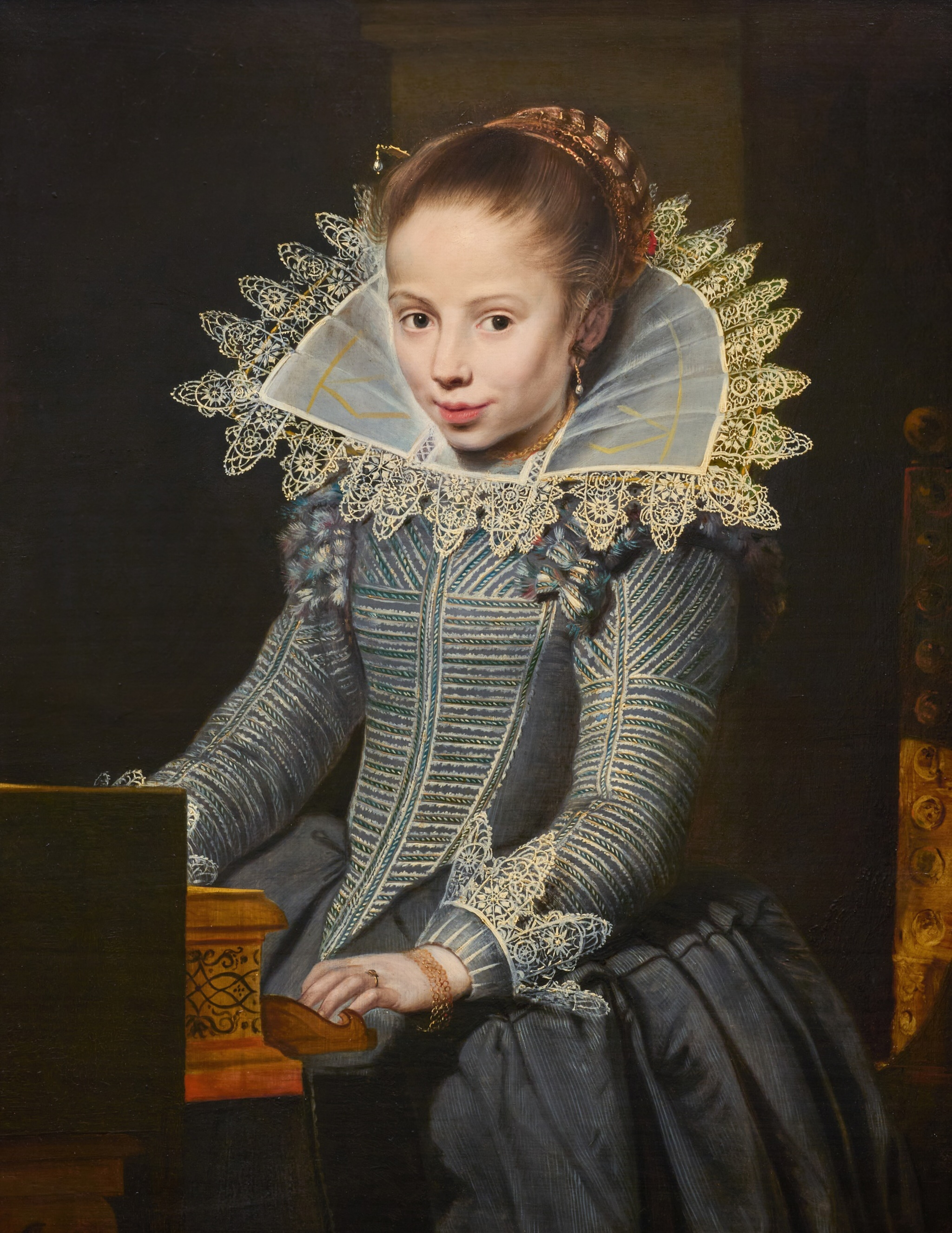
Portrait d'une jeune fille au virginal, vers 1625, collection privée
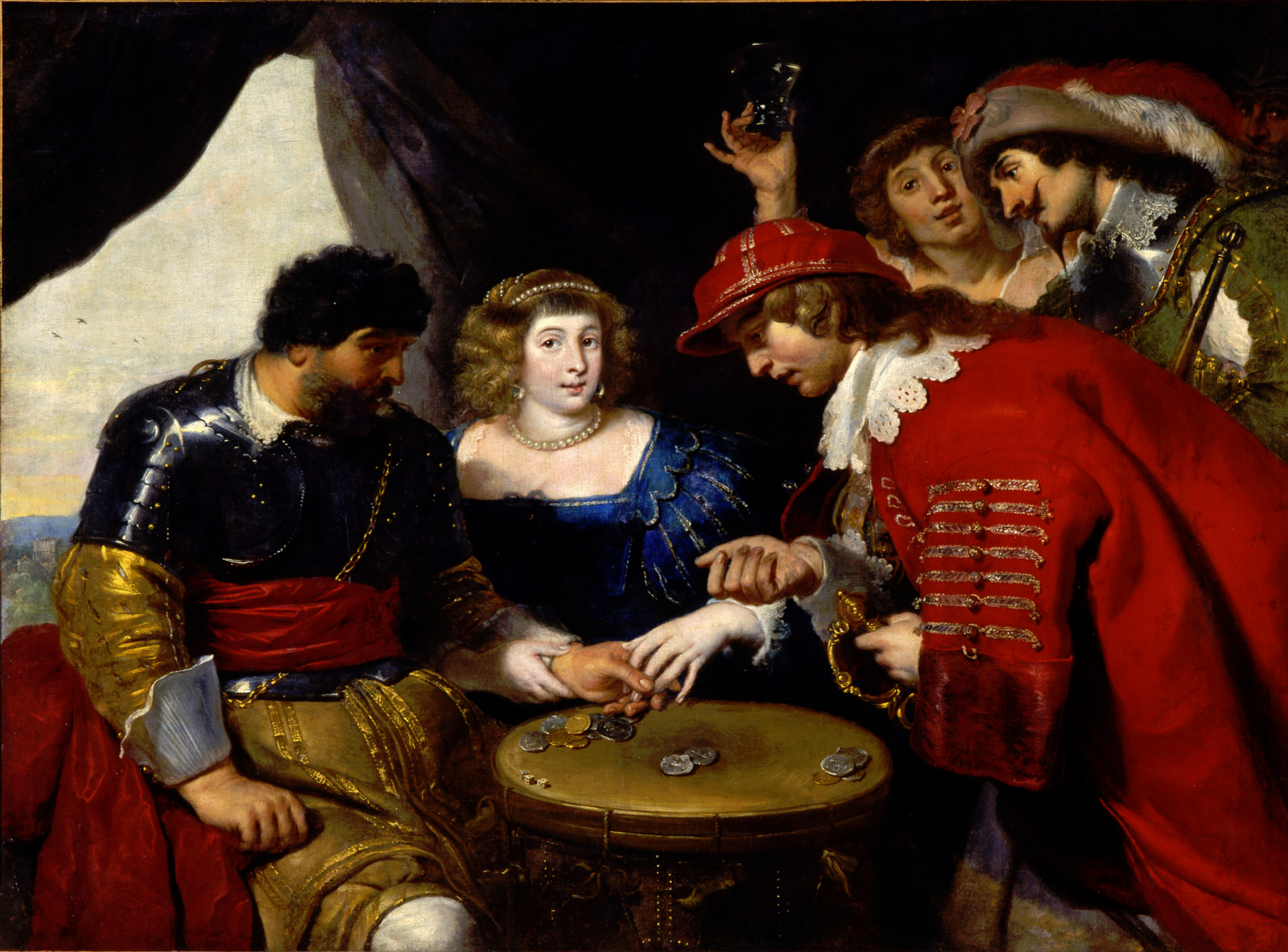
Jeu de dés aux armées, vers 1630-1635 Musée de Picardie
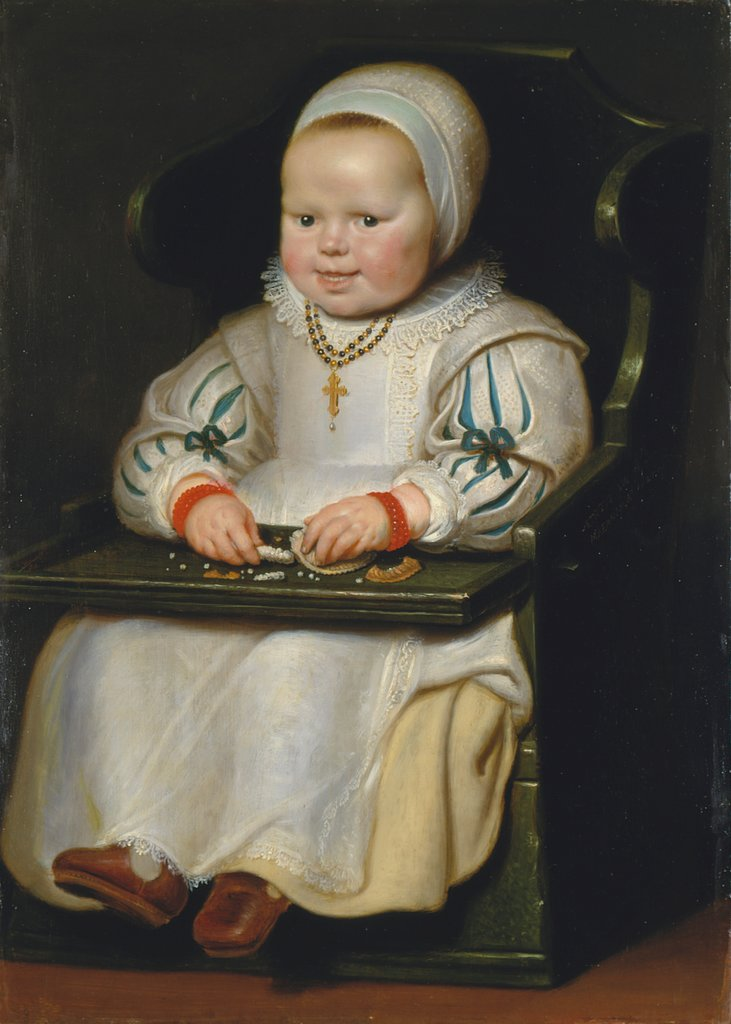
Portrait de Susanna de Vos, 1627 Musée Städel
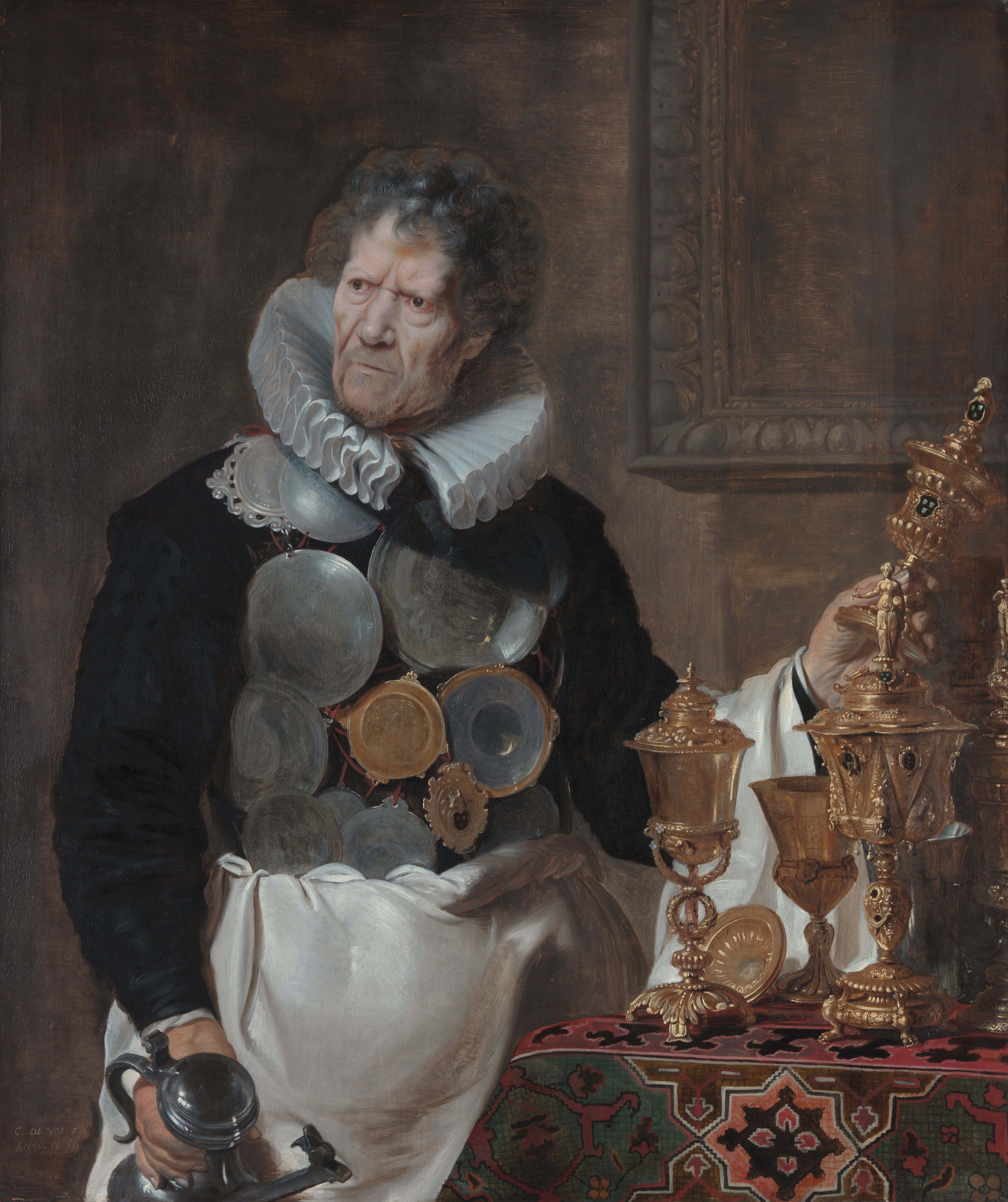
Abraham Grapheus, 1620 Musée royal des Beaux-Arts d'Anvers
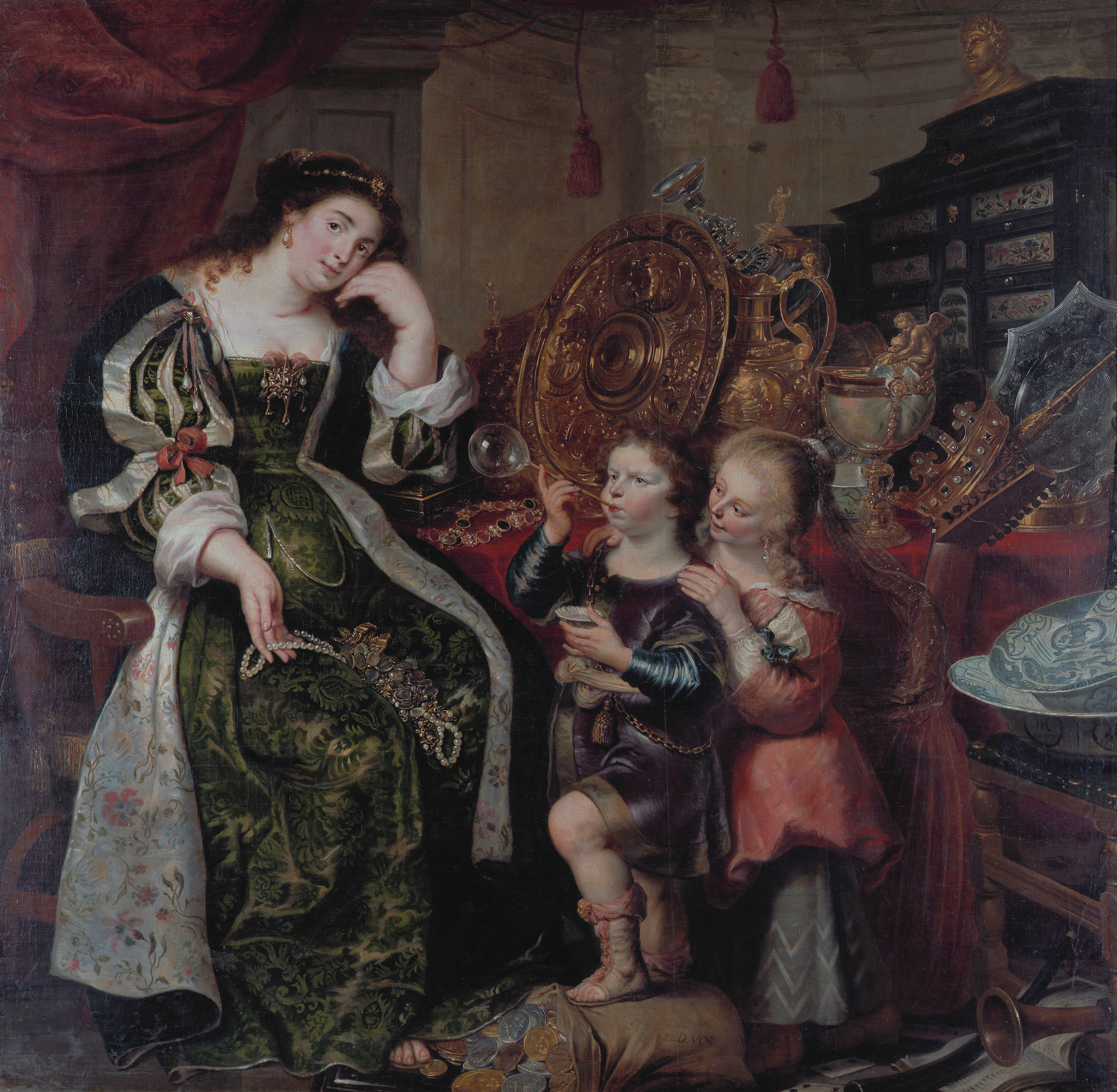
Vanité, 1620-1629 Musée Herzog Anton Ulrich
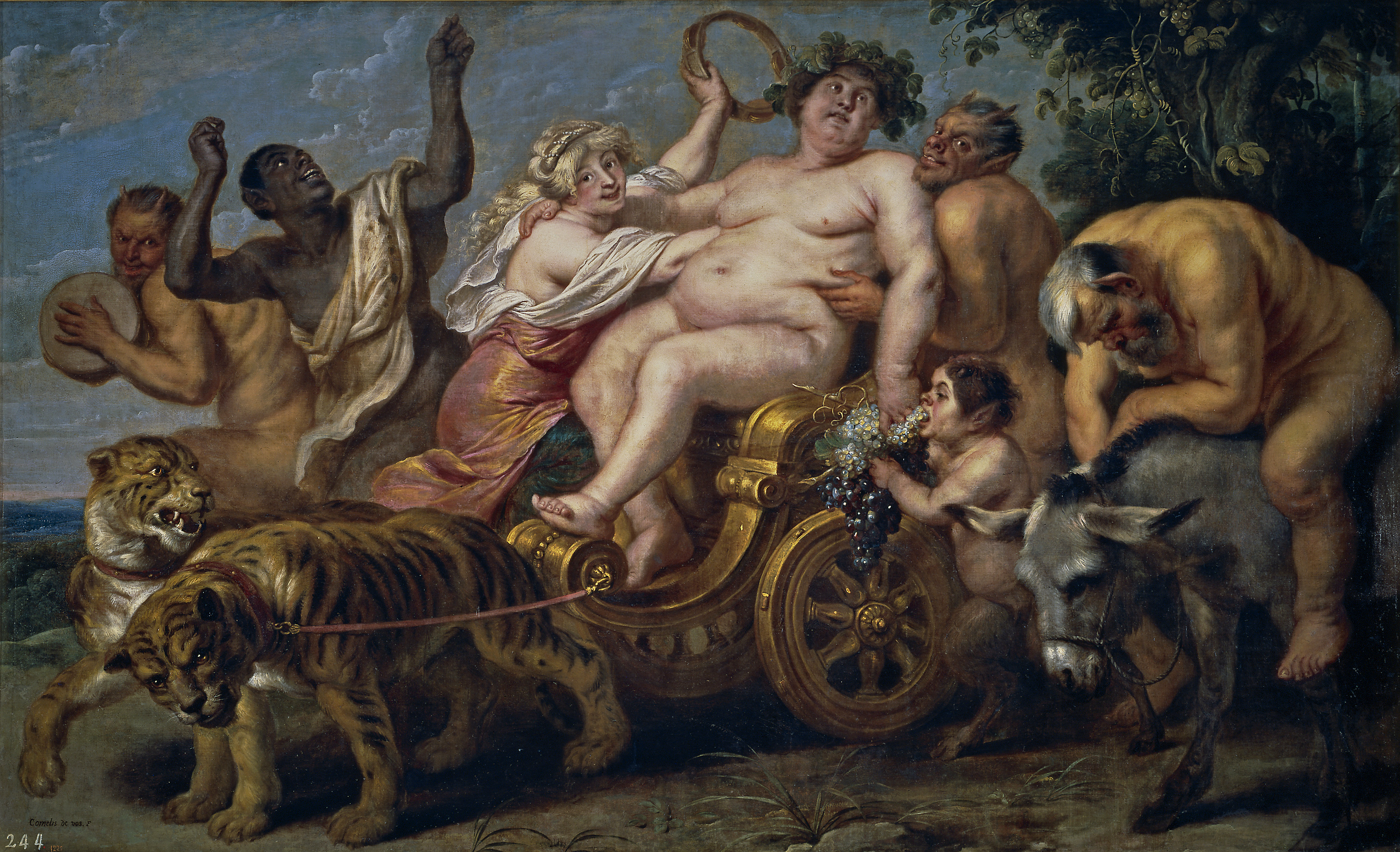
Le triomphe de Bacchus, 1636-1637 Musée du Prado
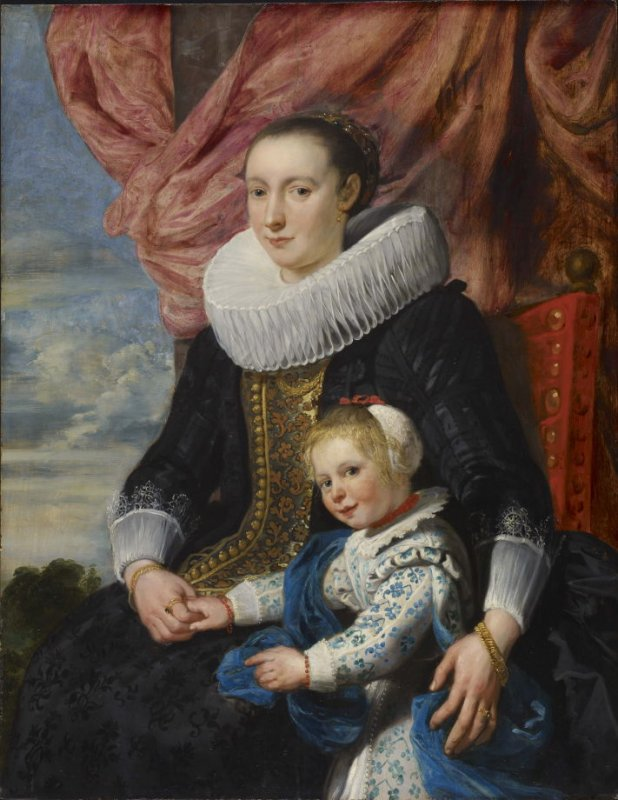
Portrait d'une dame avec sa fille, 1620 Musée des Beaux-Arts de San Francisco
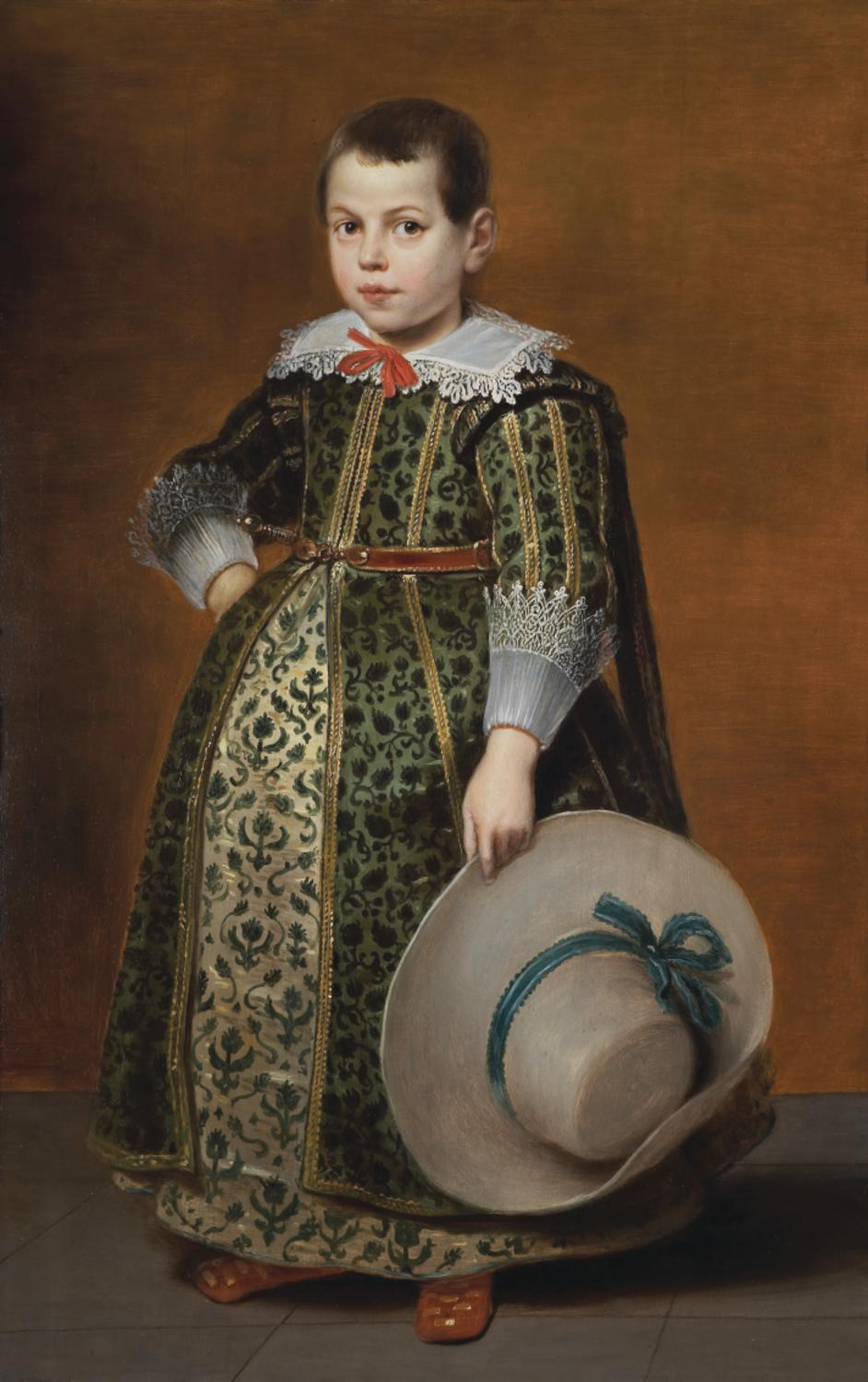
Portrait de Jan Vekemans, 1624 Musée Mayer van den Bergh